# Nida (Neringa)
Nida (rusky Нида, Nida, německy Nidden) je správní středisko a největší část města/okresu Neringa na Kurské kose v Klaipėdském kraji, v Litvě. Místo je turisticky známé díky Národnímu parku Kurská kosa, přístavu Nida a turistickým, lázeňským, rekreačním a sportovním aktivitám. Nida je také hraničním přechodem na litevsko-ruské státní hranici.

## Místopis
Nidu lze popsat jako turisticky atraktivní a původně rybářskou vesnici s přístavem na hranici s Ruskem, která je obklopena krásnou přírodou. Nida je hlavním turistickým cílem při návštěvě celé Kurské kosy. Východní část Nidy je obydlená a je zde přístav (Nidos uostas) a západním směrem se nachází vrchol Urbo kalnas (51 m n. m.) s nidským majákem, rozhledna Apžvalgos bokštas a bílé písčité pláže. Jižním směrem se nachází hlavní turistické lákadlo, kterým je pohyblivá písečná duna Parnidžio kopa se Slunečním kalendářem, několika sochami, památníky a turistickými stezkami, které se táhnou k mysu Parnidžio ragas a dále až k hranici s Ruskem, kde je přírodní rezervace Grobšto gamtinis rezervatas. Severní pobřežní část Nidy se nazývá Skruzdynė.

## Doprava
Do Nidy vede ze severu silnice přes trajekt z Klaipėdy nebo z jihu z ruského města Zelenogradsk. V Nidě je také několik autobusových zastávek, cyklostezky a turistické a lesní stezky. Díky „odlehlosti“ Nidy, je významným dopravním prostředkem také loď, kde z přístavu Nida existuje nejčastěji spojení do Šilutė, Ventainė a po pobřeží Kurské kosy až do Klaipėdy.

## Muzea, kultura a turistika
V Nidě se nachází Turistické informační centrum a Kulturní centrum Agila, obojí na adrese Taikos gatvė 4.
V Nidě se nachází Muzeum Thomase Manna v jeho bývalém letním domě s blízkou Italskou vyhlídkou, dvě jantarové galerie/muzea (Gintaro galerija-muziejus „Kurėnas“ a Gintaro galerija-muziejus / Menininkų namai), Muzeum historie Neringy, Rybářské etnografické muzeum, Dům Eduardase Jonušase, katolický kostel, evangelický kostel, aj.
V Nidě a jejím okolí se nachází několik turistických tras a cyklotras. Mezi nejznámější patří Parnidžio pažintinis takas a Pėsčiųjų maršrutas Aplink Nidą.

## Další informace
V Nidě je jediný kemping celé Neringy. Kempování na jiných místech Neringy je zakázané.

## Galerie

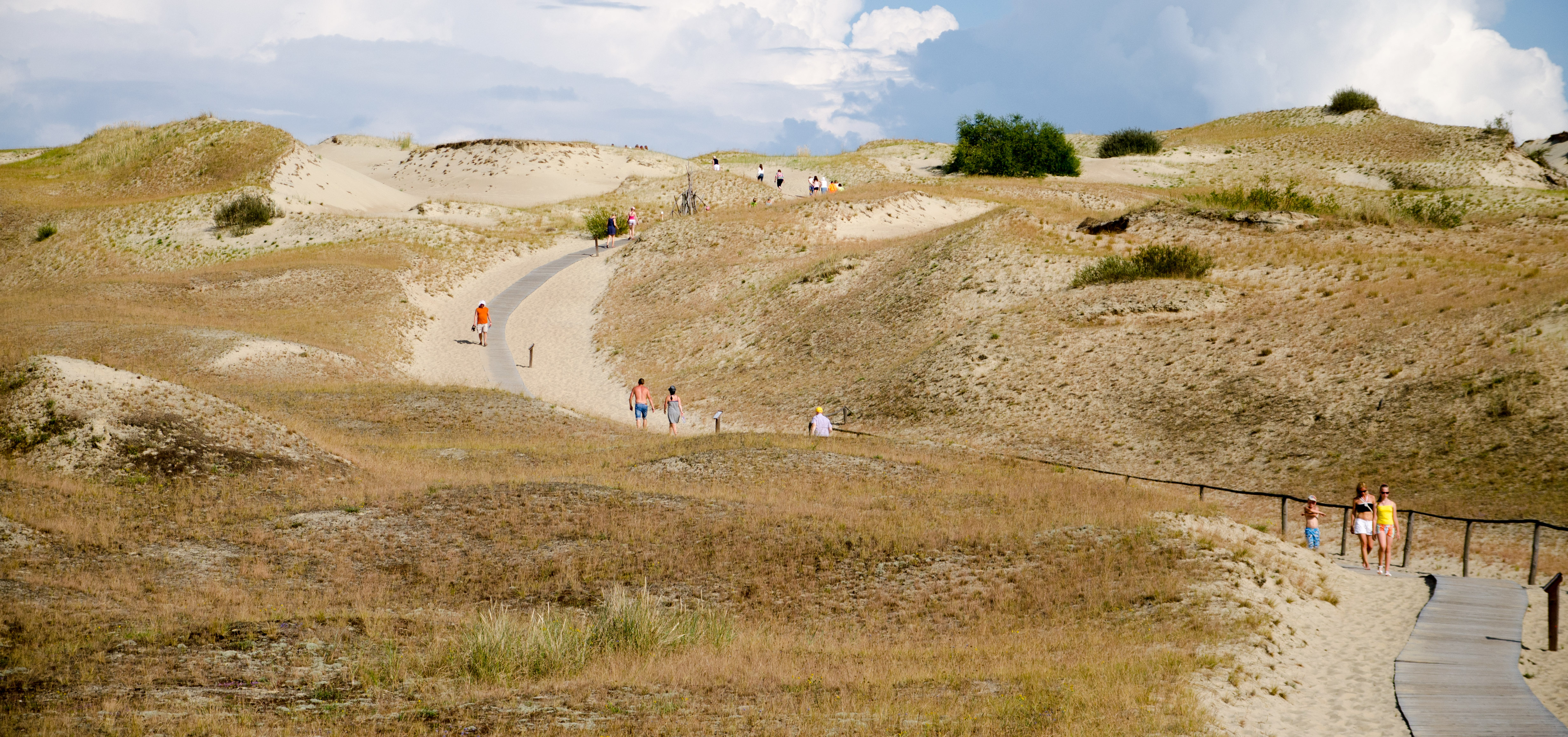
Pohyblivé písečné duny v Nidě.
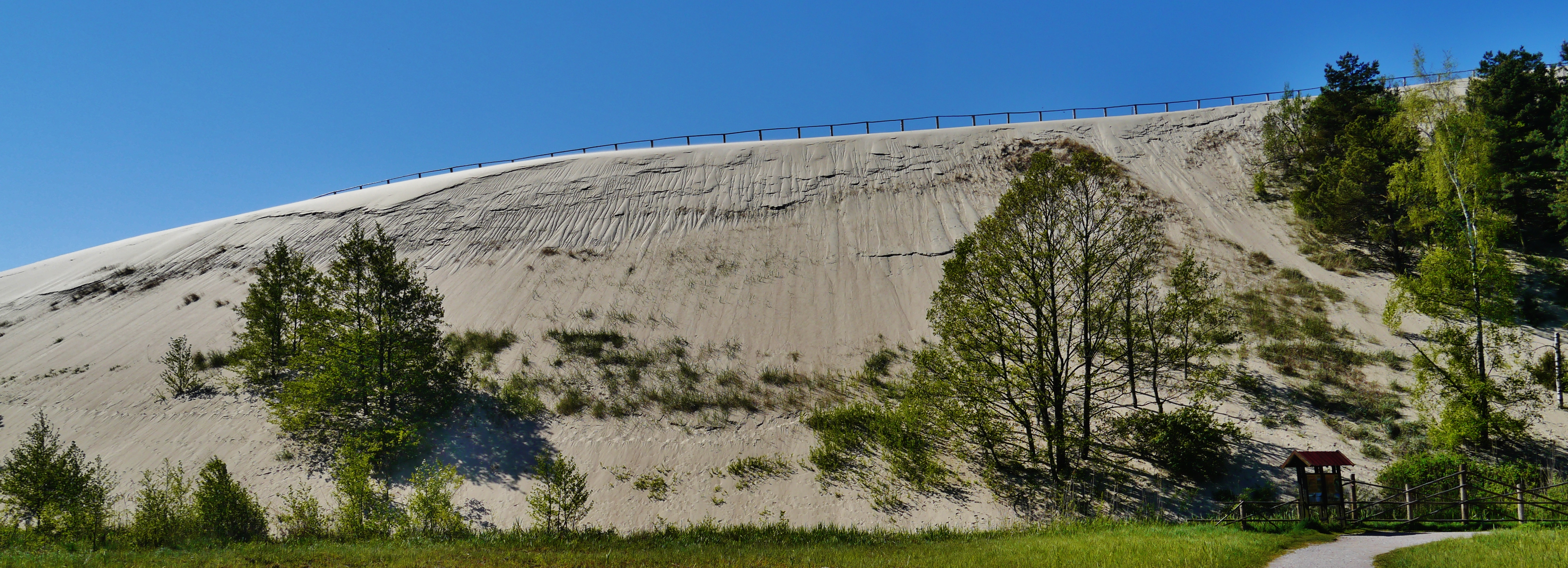
Parnidžio kopa
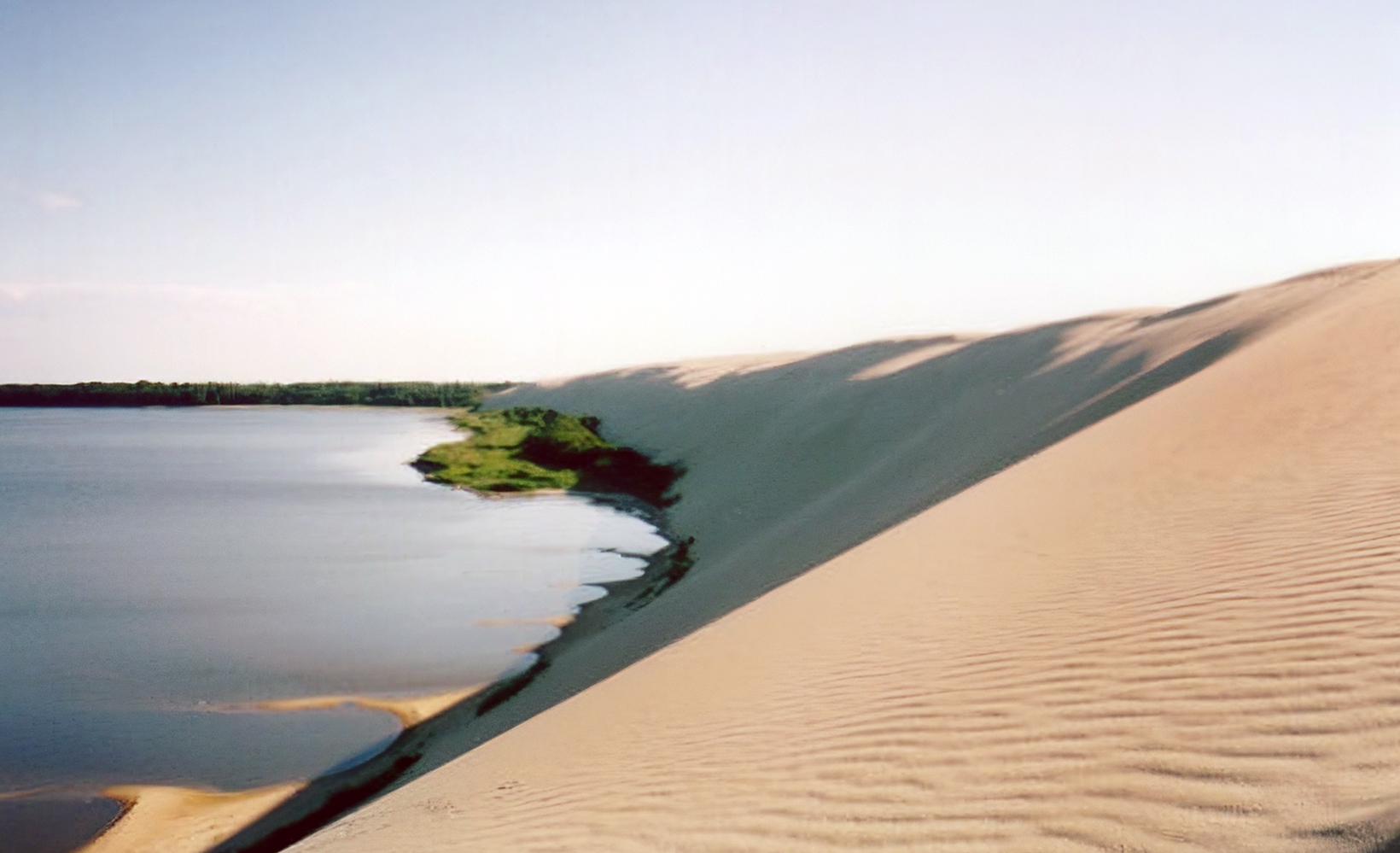
Parnidžio kopa
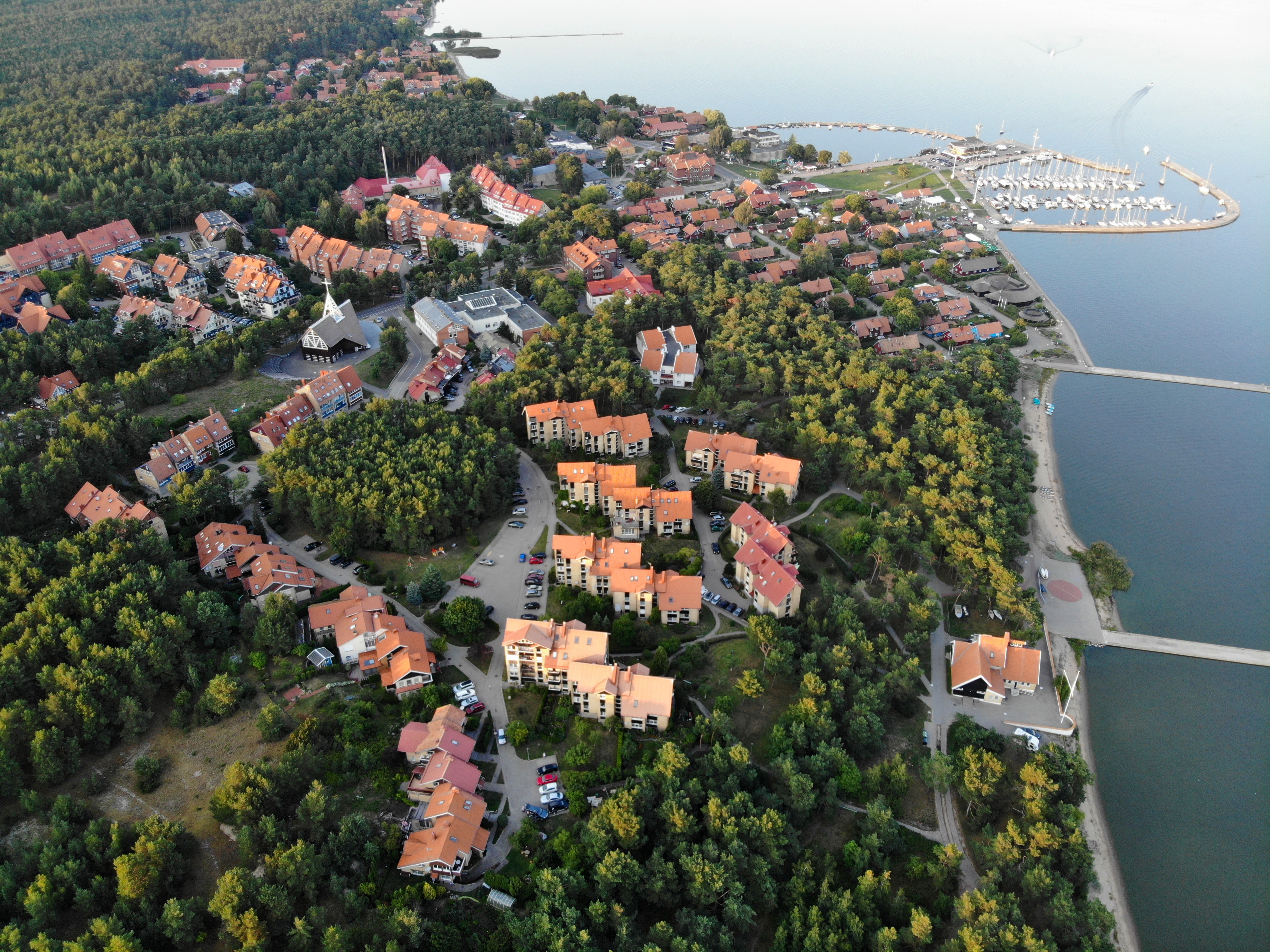
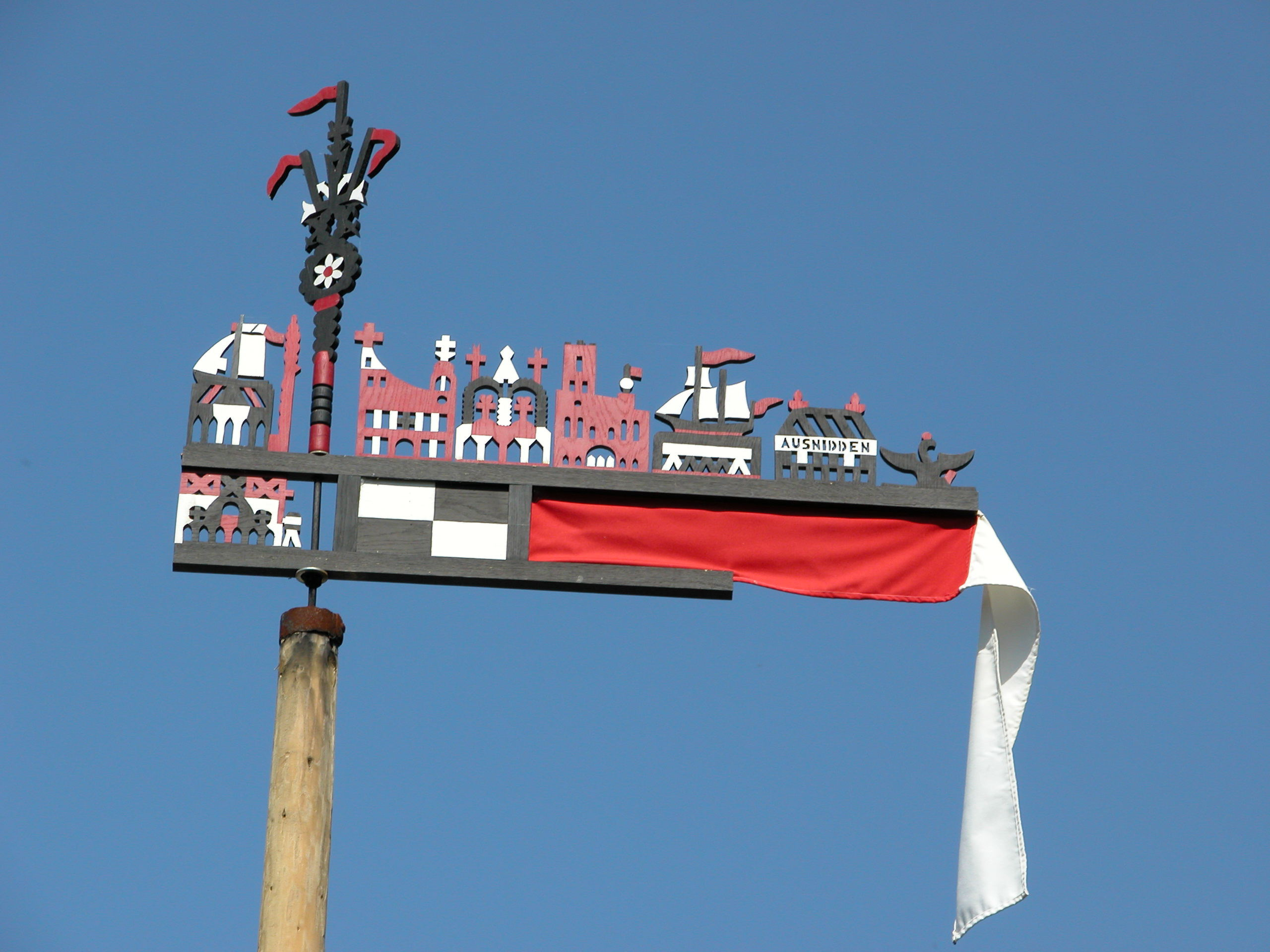
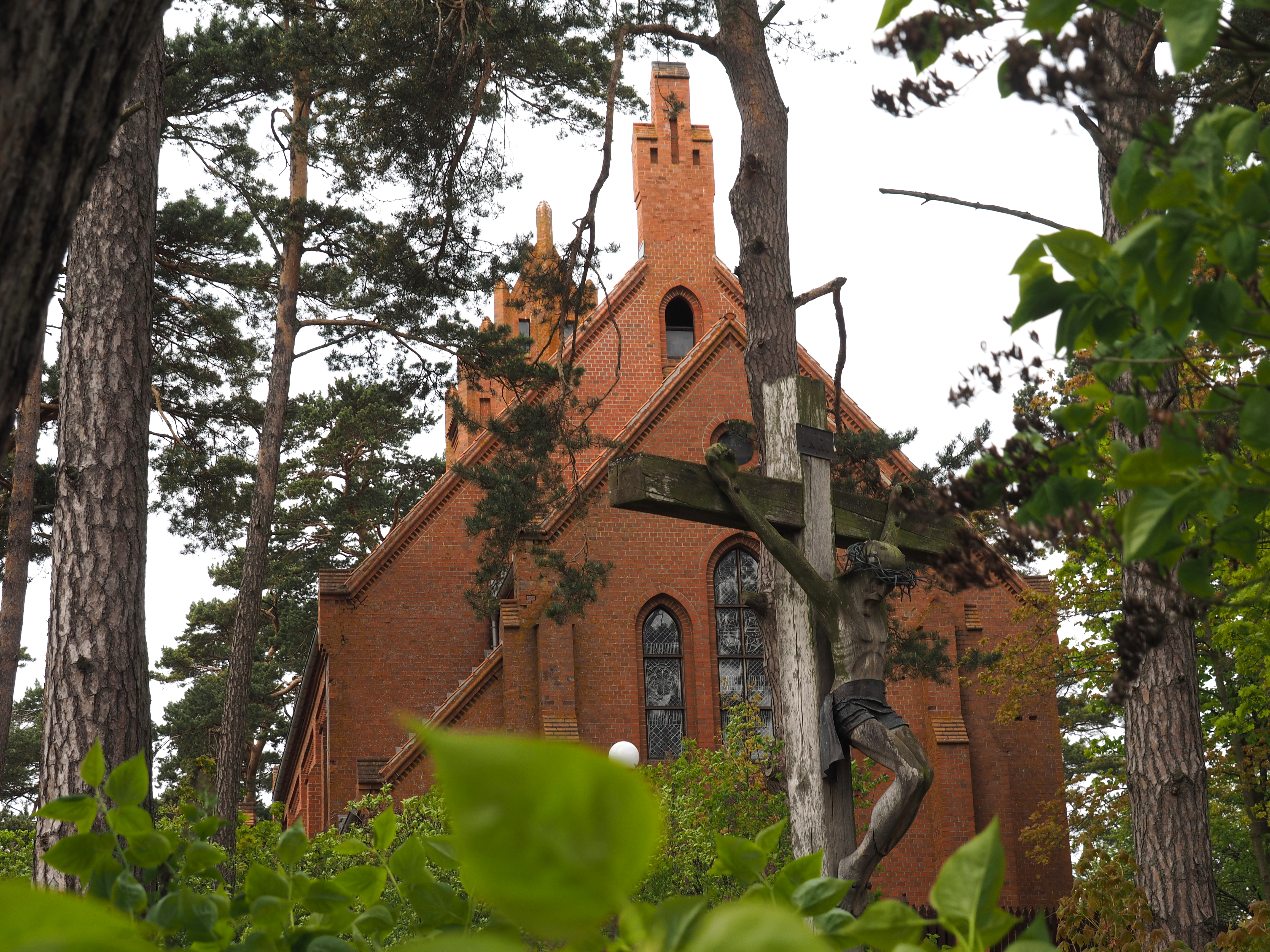
Luteránský kostel v Nidě
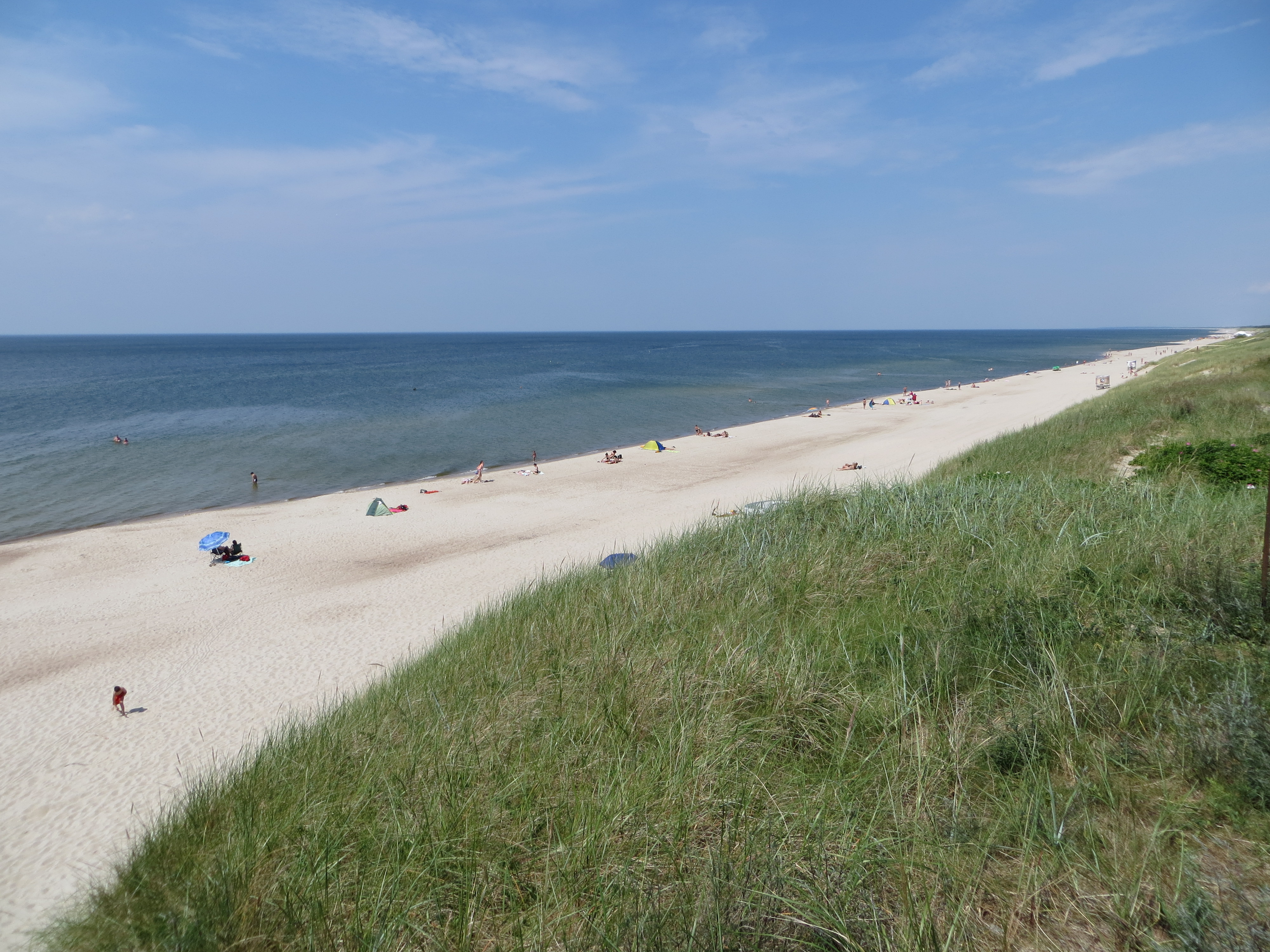
Pláže v Nidě
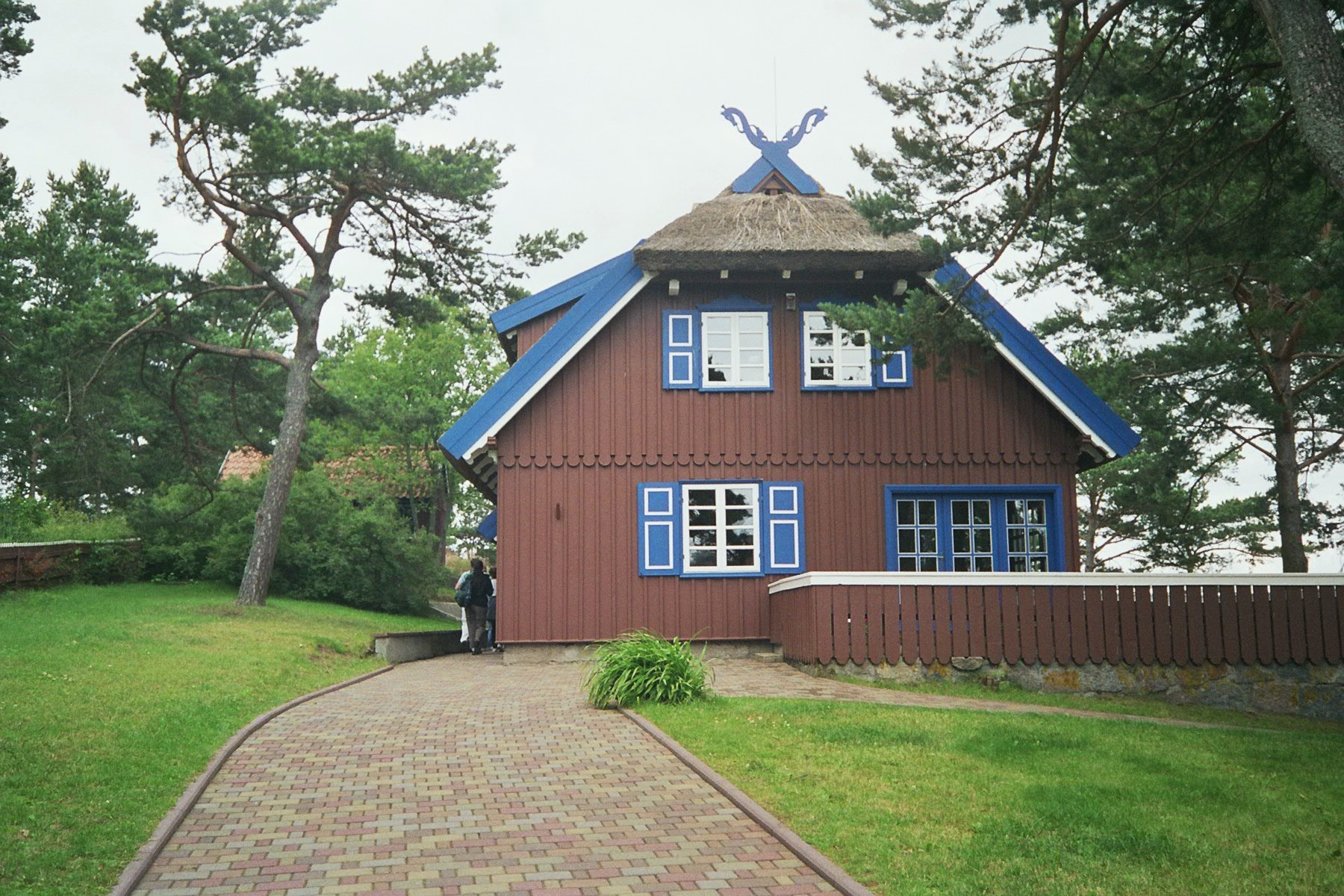
Letní dům spisovatele Thomase Manna v Nidě
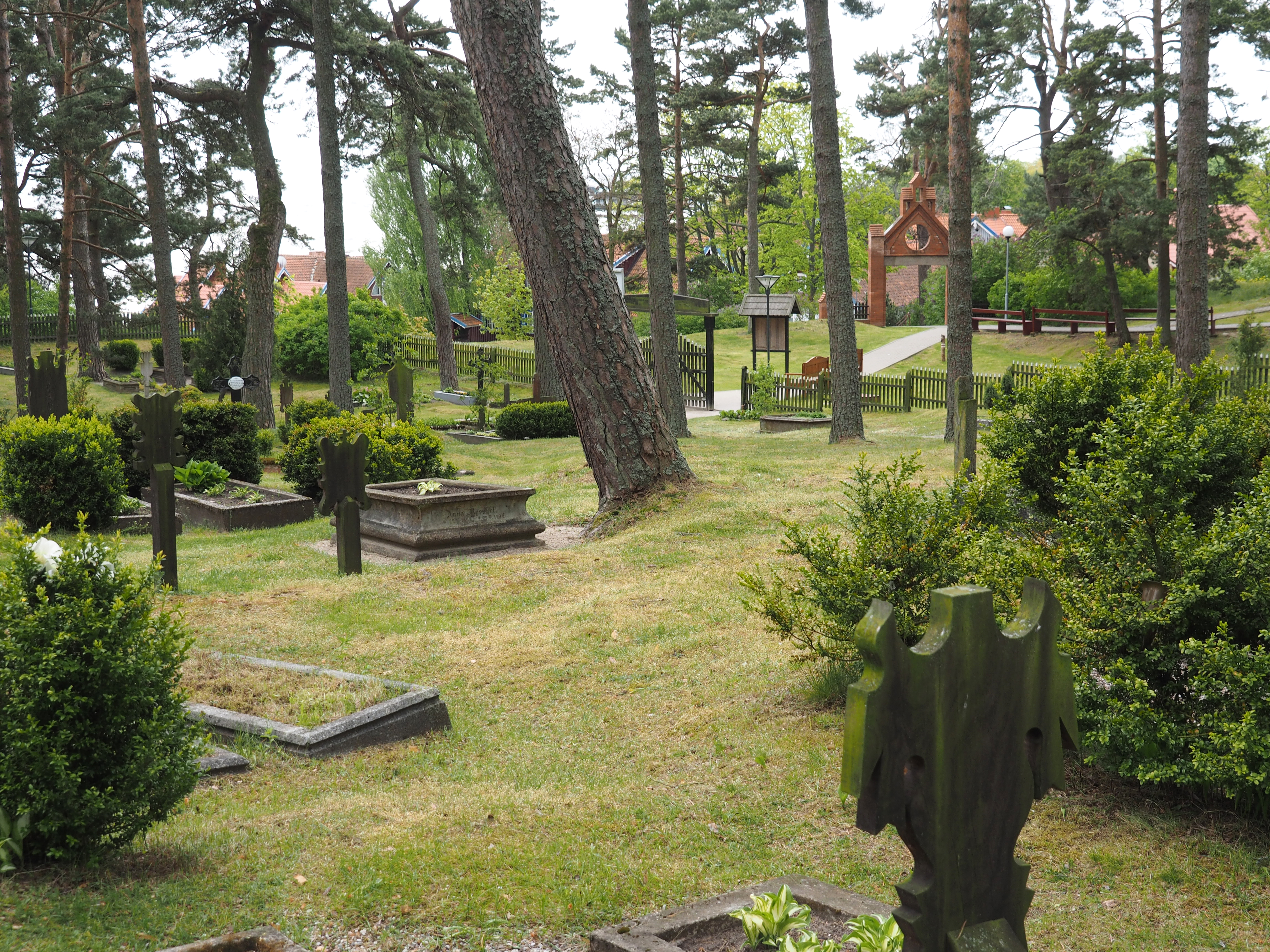
Starý hřbitov v Nidě
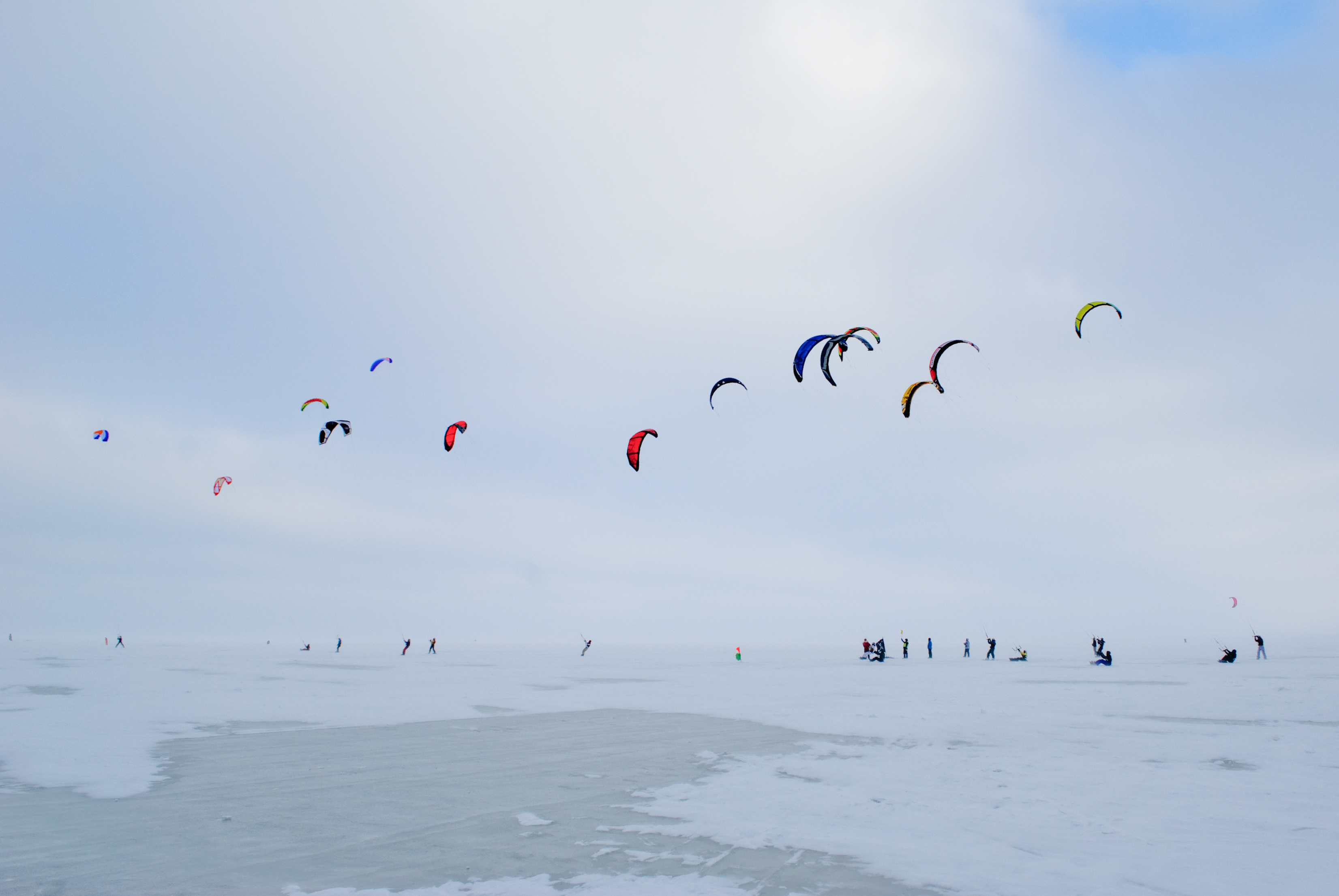
Snowkiting (Grand Prix) v Nidě
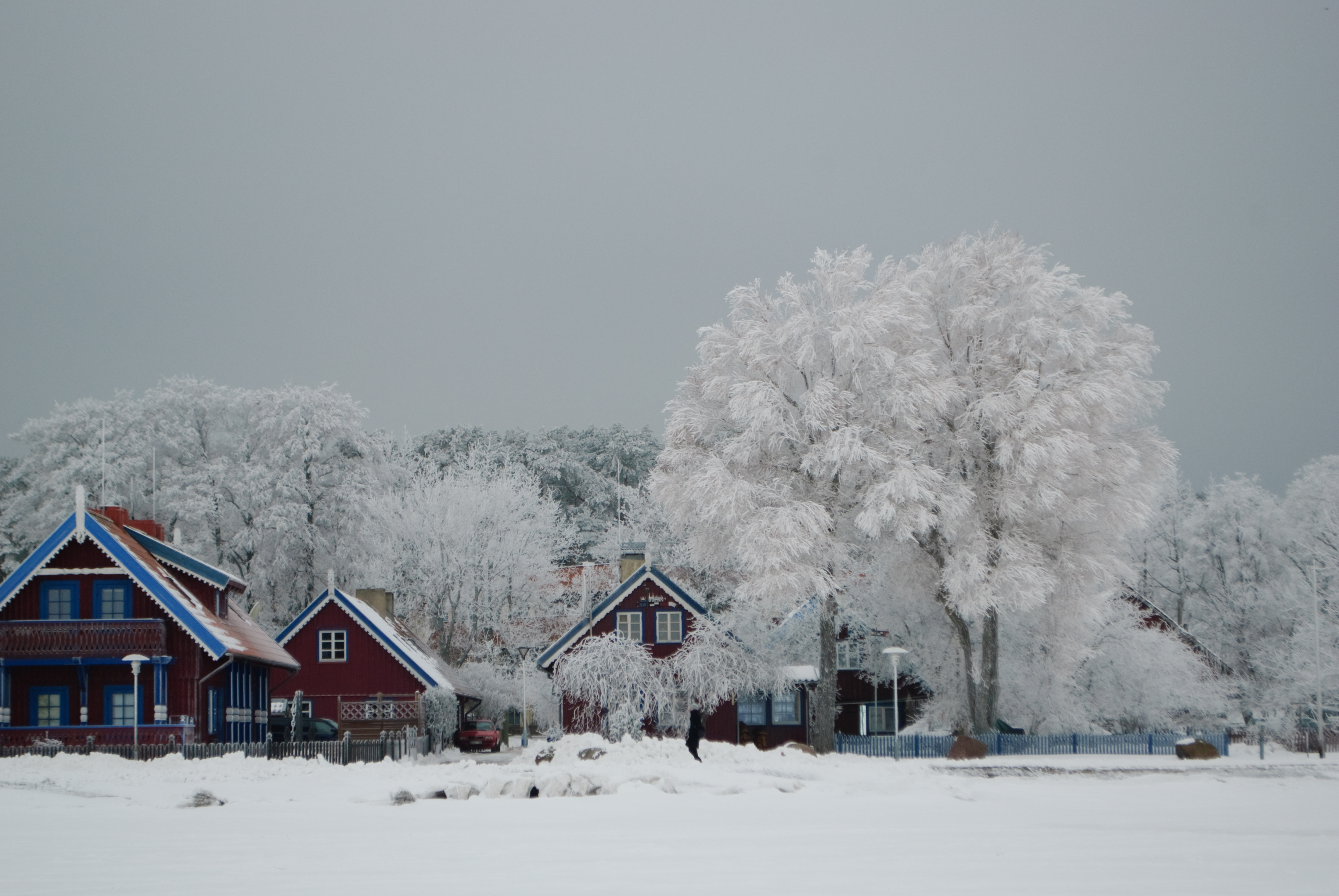
Nida v zimě
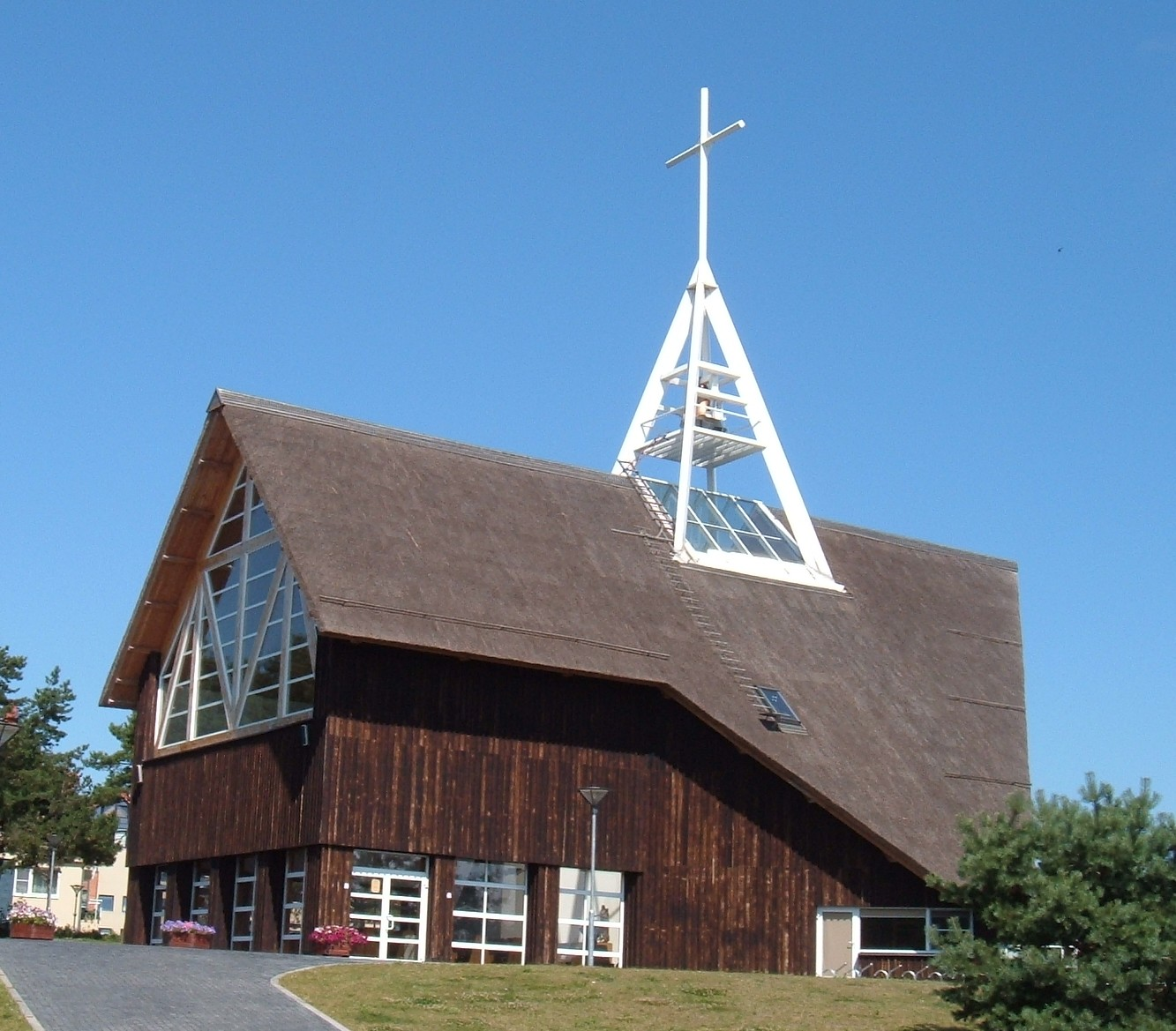
Katolický kostel v Nidě
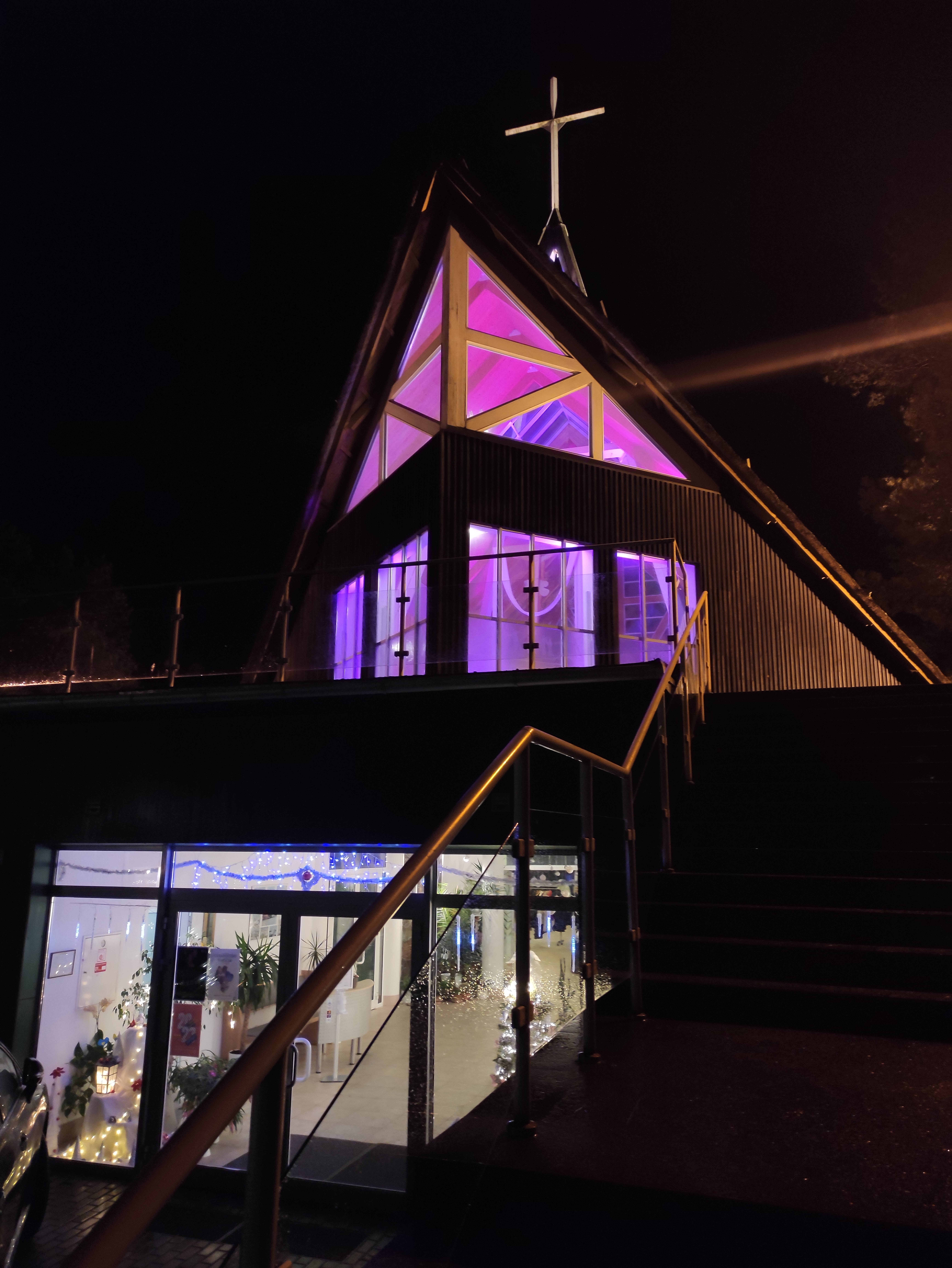
Katolický kostel v Nidě
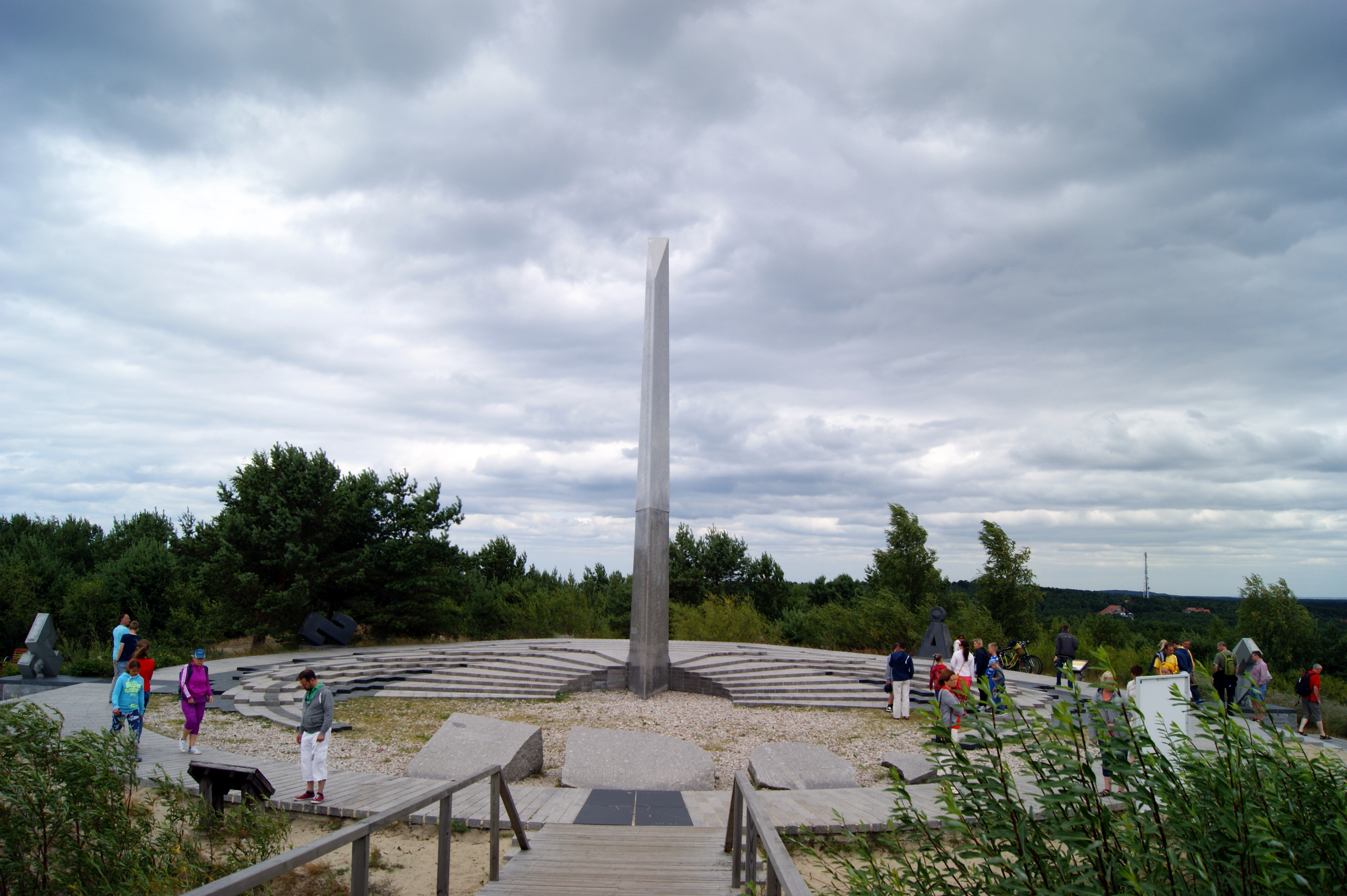
Sluneční kalendář v Nidě
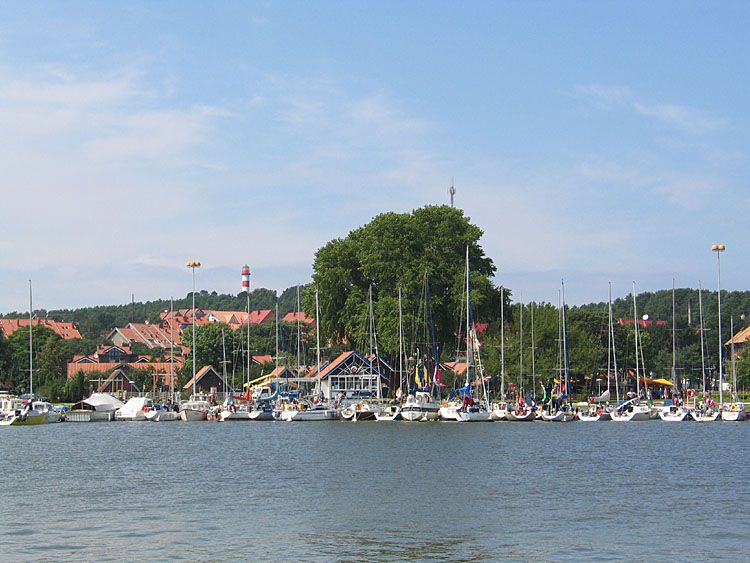
Přístav v Nidě
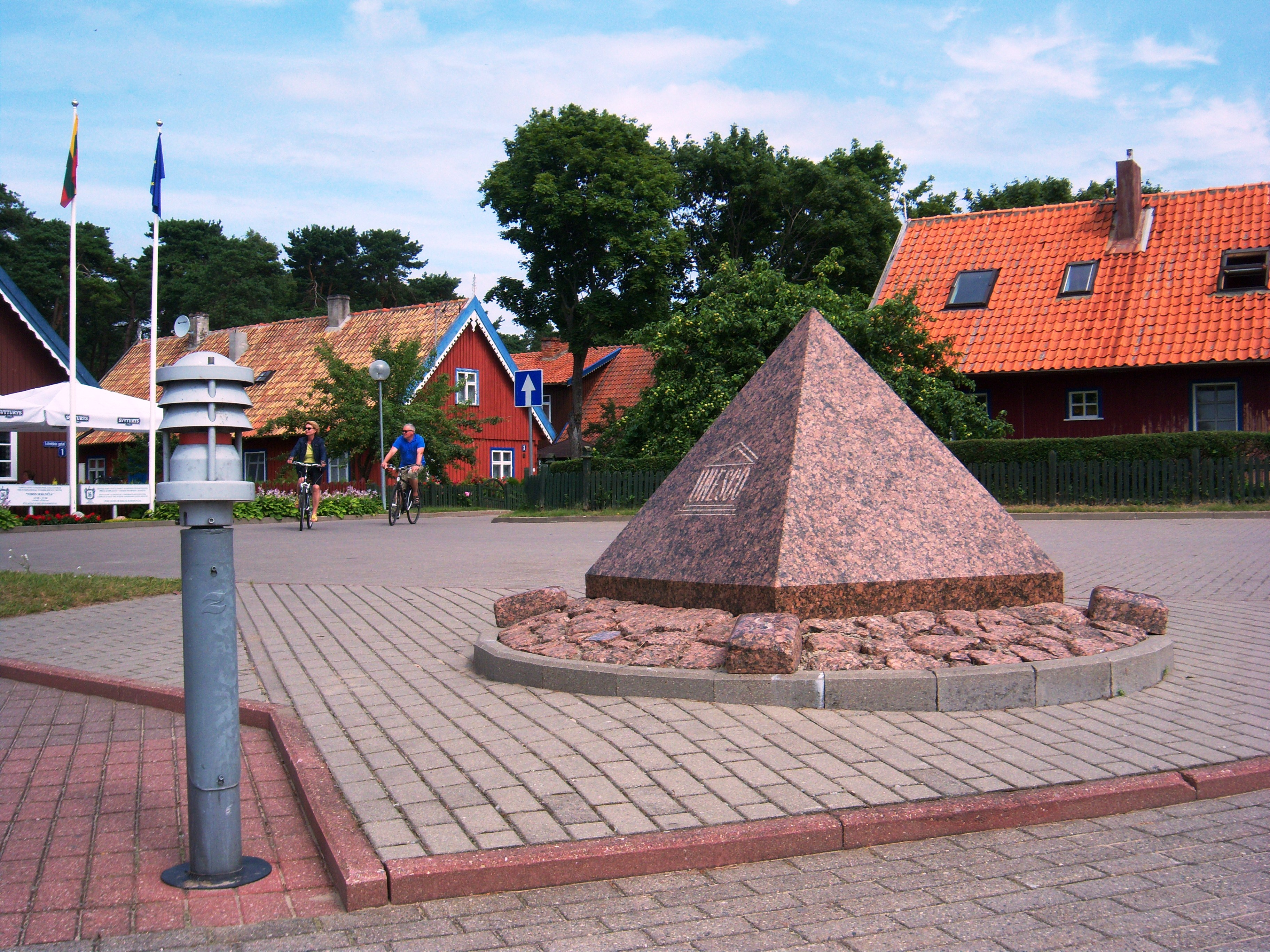
Památník UNESCO v Nidě
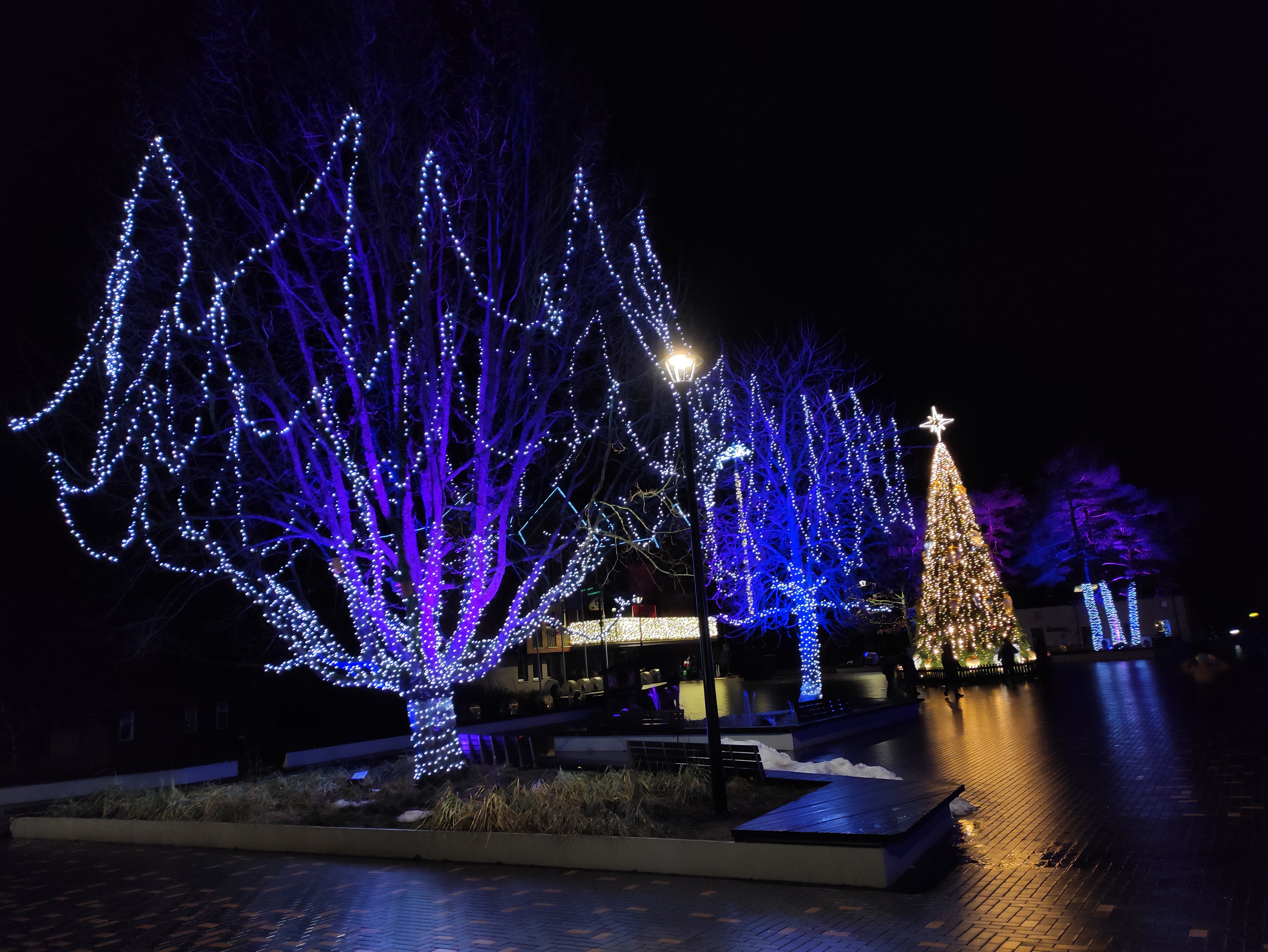